# Dr.-Friedrich-Oedl-Haus
Das Dr.-Friedrich-Oedl-Haus ist eine Schutzhütte der österreichischen Höhlenforscher, gelegen in der steilen Südwestflanke des Tennengebirges nahe der Eisriesenwelt im Salzburger Land.

## Lage
Die Hütte befindet sich auf 1575 m ü. A. Höhe am Achselkogel (1625 m ü. A. ⊙) direkt unterhalb des Eingangs zur Eisriesenwelt, der weltweit größten Eishöhle. Diese wurde mit einer öffentlichen Straße bis zum Parkplatz Eisriesenwelt ⊙ auf 1000 m Höhe und von dort mit einer Gondelbahn (Talstation, Eisriesenwelt-Rasthütte) direkt zum Oedlhaus erschlossen (Bergstation).
Von hier aus ist der Eingang in wenigen Minuten auf einem aufwendig präparierten Weg zu erreichen. Allerdings ist die Hütte nicht nur Ausflugsziel für zahllose Touristen, sondern auch Ausgangspunkt für anspruchsvolle Bergtouren auf die Hochfläche des Tennengebirges. Der gesicherte Hochkogelsteig führt von hier auf das Plateau und zum Leopold-Happisch-Haus.

## Geschichte
Die Geschichte der Hütte ist untrennbar mit der Erforschung der Eishöhle verbunden.
Benannt ist sie nach dem Salzburger Rechtsanwalt Dr. Friedrich Oedl (1894–1969). Er war ab 1919 Pionier der Erkundung der Eisriesenwelt. Schon 1920 wurde eine erste Forscherhütte errichtet, das Forscherhüttl, daneben wurden Steiganlagen von Werfen aus zum Eingang der Höhle angelegt. 1925 wurde das heutige Oedlhaus erbaut. Friedrich Oedl wurde auch erster Geschäftsführer der Eisriesenwelt-Gesellschaft m.b.H., deren Erlöse für Ausbau und Erschließung der Höhle dienten. Erst 1955 wurde die Seilbahn eröffnet, welche unzählige Touristen herauf transportiert.

## Zustiege
Anreise: Von der Tauernautobahn (A 10), Ausfahrt Werfen, der Beschilderung zur Eisriesenwelt folgend und auf steiler Asphaltstraße bis zum Parkplatz auf 1000 m. Mit der Bahn anreisend bis zum Bahnhof Werfen und per Shuttle-Bus (der je nach Bedarf verkehrt) ebenfalls hinauf zum Parkplatz.
Zustieg: Vom Parkplatz Eisriesenwelt entweder mit der Gondelbahn direkt zum Oedlhaus oder zu Fuß in 1½ Stunden über den steilen, felsigen Steig Nr. 212 (mit Drahtseilen gesichert).

## Übergänge
- Leopold-Happisch-Haus (1925 m) über Hochkogelsteig, Gehzeit: 3 Stunden
- Edelweißerhütte (2350 m) über Hochkogelsteig, Lehnender Kopf, Hiefler, Gehzeit: 5 Stunden
- Werfener Hütte (1970 m) über Hochkogelsteig, Lehnender Kopf, Hiefler und Throntal, Gehzeit: 6 Stunden

## Gipfelbesteigungen
- Hochkogel (2283 m), Gehzeit: 2½ Stunden
- Tiroler Kogel (2324 m), Gehzeit: 3 Stunden
- Lehnender Stein (2402 m), Gehzeit: 3½ Stunden
- Raucheck (2431 m), Gehzeit: 4 Stunden